# Silicium amorphe
 (juin 2016).
Si vous disposez d'ouvrages ou d'articles de référence ou si vous connaissez des sites web de qualité traitant du thème abordé ici, merci de compléter l'article en donnant les références utiles à sa vérifiabilité et en les liant à la section « Notes et références ».

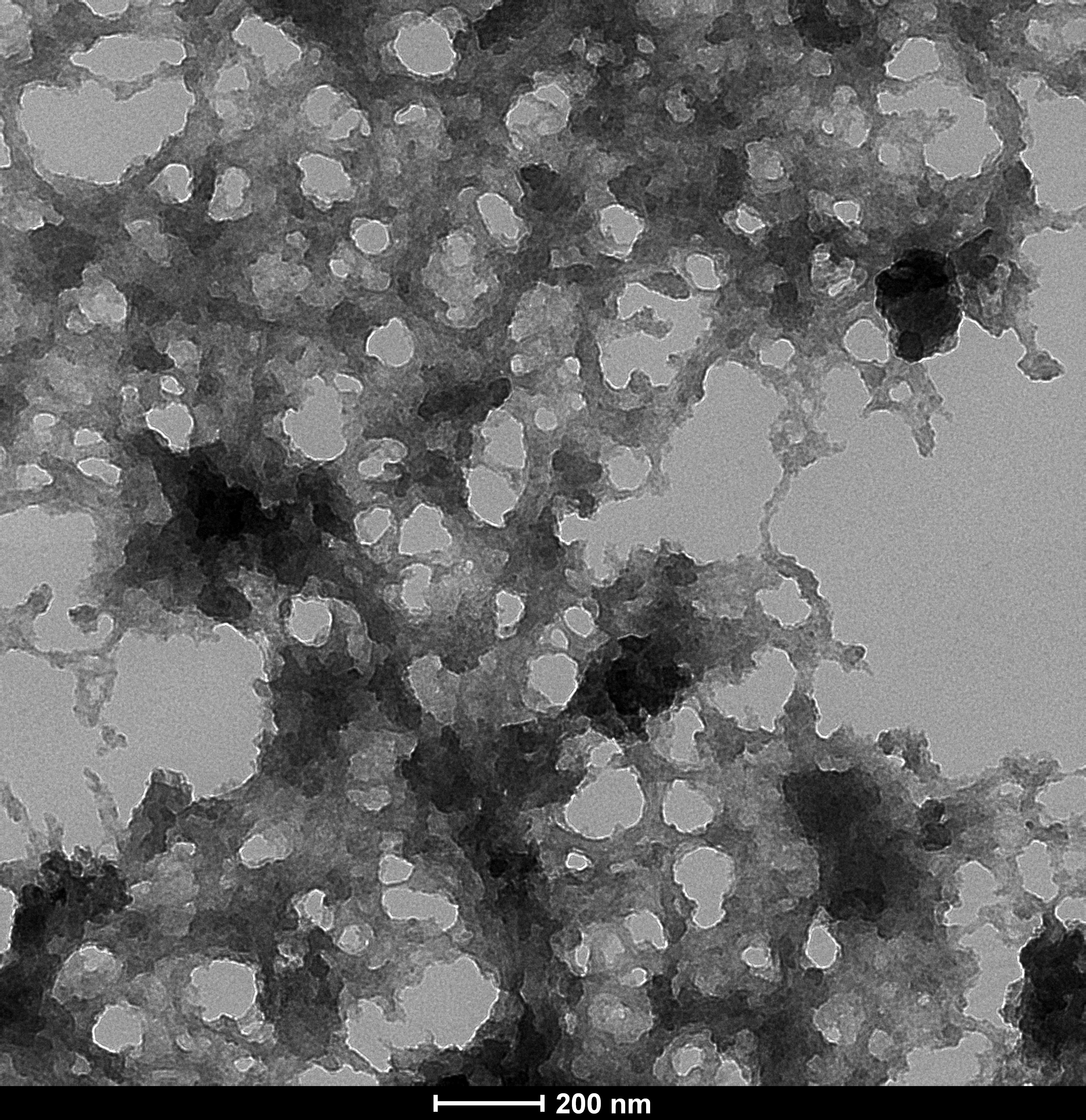
Silicium amorphe poreux vu par microscopie électronique en transmission.

Le silicium amorphe, généralement abrégé a-Si, est la variété allotropique non cristallisée du silicium, c’est-à-dire dans lequel les atomes sont désordonnés et ne sont pas rangés de façon régulière définissant une structure cristalline.
Le silicium amorphe peut être déposé en couches minces à basse température sur un grand nombre de substrats, permettant d'envisager une grande variété d'applications microélectroniques. Ce matériau semi-conducteur est couramment utilisé pour réaliser certains panneaux solaires photovoltaïques.

## Description

De gauche à droite : structures cristalline, amorphe et amorphe hydrogénée du silicium.

L'atome de silicium est tétravalent, il forme donc quatre liaisons covalentes avec ses voisins. Dans sa forme cristalline, le silicium adopte la structure diamant, comme le carbone et le germanium, formant ainsi un cristal ordonné.
Le silicium amorphe se caractérise par l'absence d'ordre à longue portée : les atomes forment plutôt un réseau aléatoire continu dans lequel certaines liaisons ne sont pas satisfaites ; on parle alors de liaisons "pendantes". Dans un réseau aléatoire continu, la distance interatomique, les angles entre les liaisons covalentes ainsi que les angles dièdres ne sont pas fixes mais suivent plutôt une distribution. Il est possible d'obtenir des informations sur ces distributions en construisant la fonction de distribution radiale du silicium amorphe à partir des expériences de spectroscopie à rayons X.
Les liaisons pendantes sont des défauts cristallins qui sont notamment responsables de l'altération des propriétés électroniques du matériau.
Il est possible de réduire la densité de ces défauts de plusieurs ordres de grandeur en traitant le silicium amorphe à l'hydrogène pour former du silicium amorphe hydrogéné, généralement abrégé a-Si:H, présentant suffisamment peu de défauts résiduels pour pouvoir être utilisé dans des composants électroniques. L'hydrogène est cependant une impureté associée à la photodégradation du silicium par effet Staebler–Wronski.

## Propriétés
La densité du silicium amorphe est de 4,90 × 1022 atomes/cm3 (2,285 g/cm3) à 300 K (calculée à partir de couches minces de 5 μm d'épaisseur), ce qui est 1,8 ± 0,1 % moins dense que le silicium cristallin à la même température. C'est l'un des rares matériaux qui a une densité plus basse à l'état solide qu'à l'état liquide, tout comme l'eau.

## Silicium amorphe hydrogéné
Le silicium amorphe non hydrogéné a une très haute densité de défauts de coordination, ce qui entraîne des propriétés indésirables comme la difficulté de dopage, pourtant crucial dans la modulation des propriétés des semi-conducteurs, ou encore une faible photoconductivité.
En introduisant de l'hydrogène lors de la fabrication du silicium amorphe, la photoconductivité s'améliore significativement et le dopage devient possible.
Le silicium amorphe hydrogéné a été fabriqué pour la première fois en 1969 par Chittick, Alexander et Sterling par déposition. Le matériau se caractérisait pas une plus faible densité de défauts et une plus grande conductivité grâce aux impuretés.
À partir des années 1970, le a-Si:H a été développé en cellules photovoltaïques dont l'efficacité a augmenté jusqu'à 13,6 % en 2015.